# Sándor Rozsnyói
Sándor Rozsnyói (n. 24 noiembrie 1930, Zalaegerszeg, Zala, Ungaria – d. 2 septembrie 2014, Sydney, Noul Wales de Sud, Australia) a fost un atlet ce a reprezentat Ungaria, medaliat olimpic. A participat la o ediție a Jocurilor Olimpice (1956) în care a câștigat medalia de argint în proba de 3000 m obstacole. În anul 1954 a cucerit titlul european.

## Palmares
| An   | Competiție           | Locație              | Loc | Note   |
| ---- | -------------------- | -------------------- | --- | ------ |
| 1954 | Campionatul European | Berna, Elveția       | 1   | 8:49,6 |
| 1956 | Jocurile Olimpice    | Melbourne, Australia | 2   | 8:43,6 |